# Vetterstein
Vetterstein är en kulle i Antarktis. Den ligger i Östantarktis. Nya Zeeland gör anspråk på området. Toppen på Vetterstein är 1 620 meter över havet.
Terrängen runt Vetterstein är huvudsakligen kuperad, men åt nordväst är den bergig. Terrängen runt Vetterstein sluttar österut. Trakten är obefolkad. Det finns inga samhällen i närheten.